# Bebådelsen (Leonardo)

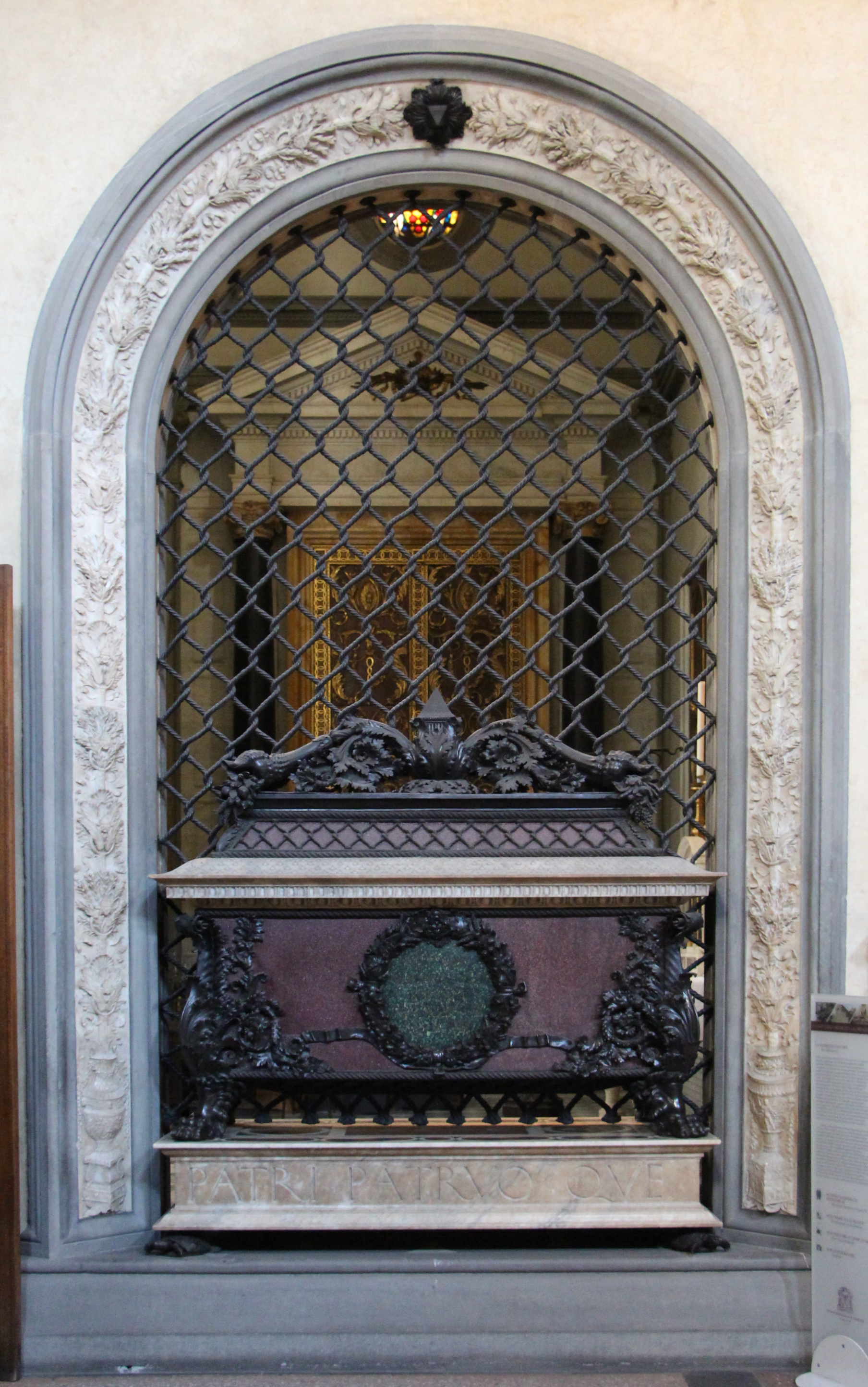
Piero och Giovanni di Cosimo de' Medicis grav i Basilica di San Lorenzo som är utförd av Leonardos lärare Andrea del Verrocchio.

Bebådelsen (italienska: Annunciazione) är en målning som är attribuerad till den italienske renässanskonstnären Leonardo da Vinci. Den målades omkring 1472 och ingår sedan 1867 i samlingarna i Uffizierna i Florens. 

## Motivet
Denna målning visar bebådelsen, det ögonblick då ärkeängeln Gabriel meddelar Jungfru Maria att hon ska bli mor till Jesus. Händelsen skildras i Lukasevangeliet (1:26–38) i Nya testamentet. 
I Leonardos målning återges motivet i en muromgärdad trädgård, hortus conclusus, framför ett renässanspalats. Det råder ett milt kvällsljus och trädgården förefaller mjuk av fuktigt gräs och blommor. I bakgrunden öppnar sig skogen och låter blicken få vandra fritt, djupt in i ett landskap med träd och kullar. Ärkeängeln Gabriel, iförd en röd klädnad, böjer höger knä och erbjuder Maria en madonnalilja.

## Bakgrund
Leonardo blev 1472 – vid 20 års ålder – målarmästare och medlem av S:t Lukasgillet i Florens där han verkade till 1482 då han flyttade till Milano. Bebådelsen anses vara Leonardos första mästerverk och målades när han fortfarande gick i lära hos konstnären Andrea del Verrocchio. Marmorbordet som är uppställt framför Maria är troligen en avbild av Piero och Giovanni di Cosimo de' Medicis grav i Basilica di San Lorenzo som Verrocchio skulpterade under samma period. Det är inte känt vem som beställde målningen eller dess tidiga proveniens. År 1867 överfördes den från olivetanernas kyrka San Bartolomeo a Monte Oliveto till Uffizierna.